# Laura Jane Grace
Laura Jane Grace (nata Thomas James Gabel; Fort Benning, 8 novembre 1980) è una cantante e musicista statunitense.
Donna transgender nota fino al 2012 come Tom Gabel, è fondatrice, vocalist e chitarrista del gruppo punk rock Against Me!.
Iniziato come un lavoro solista nel 1997, Against Me! si è espanso in un quartetto portando alla realizzazione di sette album studio. Grace ha inoltre pubblicato un EP da solista, Heart Burns nel 2008.

## Biografia

### Infanzia ed esordi
Grace nasce a Fort Benning, Georgia ed è la figlia maggiore del Maggiore Thomas Gabel e Bonnie Gabel. Grace ha un fratello più giovane di cinque anni di nome Mark. 
La famiglia si trasferì spesso da una base militare all'altra (il padre era un Maggiore dell'esercito statunitense). Ed è proprio in una base NATO in Italia che all'età di 8 anni Grace comprò la sua prima chitarra e prese lezioni da un ufficiale dell'esercito di stanza nella stessa base. Grace sente i primi sentimenti di disforia di genere fin da piccola, riferendosi a questi come i suoi "piu vecchi ricordi".
I genitori di Grace divorziarono quando lei aveva 12 anni. In seguito, con la madre, si trasferì a Naples (Florida) per vivere con la nonna materna. In questo periodo Grace si sentiva molto depressa, ricordandolo come "un periodo di estrema disforia per il non voler essere uomo". Grace aveva costantemente problemi con fenomeni di bullismo a scuola e gia' all'eta' di 13 anni sperimentava seriamente droghe e alcool come marijuana, LSD e cocaina. A 14 anni viene arrestata per possesso di marjiuana e continuò a combattere con la dipendenza per anni.
Nel periodo delle superiori Grace diventa una fan del punk rock, attratta dal nichilismo e dal pensiero vicino all'anarchismo di questo genere musicale. A 13 anni suonava il basso nella sua prima band formata da membri del suo gruppo ecclesiastico: la loro prima esibizione fu in chiesa ad un talent show dove suonarono cover dei Nirvana e dei Pearl Jam.
Dal 1994 al 1996 Grace suonò il basso in una band chiamata The Adversaries, senza un componente fisso alla batteria, e con i quali suonarono in bar. La rottura di questo gruppo portò Grace a pubblicare nel dicembre del 1996 il primo demo degli Against Me!.

### 1997–2005: Fomare gli Against Me! e primo matrimonio
Nel 1997, all'età di 17 anni Grace abbandona la scuola e comincia a scrivere canzoni, chiamando il progetto musicale Against Me!. Si trasferi' a Gainesville (Florida) a 18 anni dove cominciò ad esibirsi come Against Me! da solista con la chitarra acustica o con il suo amico Kevin Mahon che l'accompagniava alle percussioni.
Nel 2000 Grace si sposa, matrimonio che finirà quattro anni dopo, lei dirà più tardi: "avevo 20 anni ed ero ingenua, non avrei dovuto sposarmi così giovane". Dopo qualche primo EP, Against Me! diventa una vera band formata da Grace, Bowman, Dustin Friedkin al basso e Warren Oakes alla batteria.
Il loro primo album Against Me! Is Reinventing Axl Rose, viene pubblicato nel 2002 da una casa discografica indipendente locale chiamata No Idea Records. Sostituto Friedkin al basso con Andrew Seward la band firma con la Fat Wreck Chords che produrrà nel 2003 Against Me! as the Eternal Cowboy e nel 2005 Searching for a Former Clarity. Quest'ultimo album è il primo della band a vendere più di 65000 copie e finire nella Billboard 200 arrivando alla posizione 114. .
Mentre la band guadagnava popolarità, Grace si sentiva alienata dalla scena punk che era dominata da uomini. Lo stress del tour, unito al divorzio all'età di 24 anni contribuirono ad aumentare il suo disagio e la sua dipendenza da droghe e alcool. Per risollevarsi da depressione e stress, Grace soggiornò 18 mesi in hotel nella periferia di Gainesville mentre scriveva il prossimo album degli Against Me!

### 2006–11: Secondo matrimonio, successo eHeart Burns

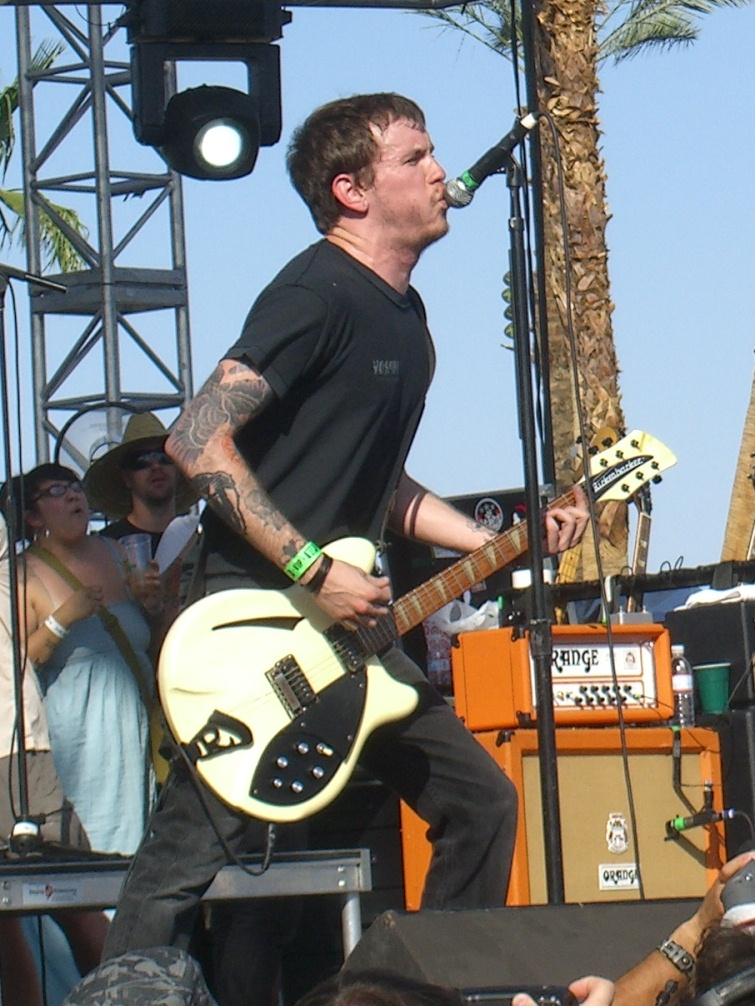
Grace (prima della transizione) suona con gli Against Me! nel 2007 al Coachella Valley Music and Arts Festival

Nel dicembre 2005, Against Me! firma con Sire Records, una filiale della Warner Music Group.
Mentre è in tour nel Marzo 2006 Grace incontra Heather Hannoura, che si occupa di design e merchandising per gli Alkaline Trio. I due trascorsero l'estate insieme nel Warped Tour, cominciarono a vivere insieme e infine nel dicembre del 2007 si sposarono dopo un fidanzamento di un anno.. In questo periodo Grace si era fermamente impegnata a vivere come un uomo sostenendo che la disforia di genere non era completamente travolgente e che la loro relazione occupava completamente i suoi pensieri. Nel 2006 Grace diventa in oltre vegana.
Il primo album con una casa discografica di successo fu New Wave del 2007 e portò la band al successo: debuttò alla 57ª posizione sul Billboard 200. La canzone "The Ocean" fa il primo riferimento diretto al disturbo dell'identità di genere di Grace con il testo che dice: "Se avessi potuto scegliere, sarei nata donna / mia madre ona volta mi ha detto che mi avrebbe chiamato Laura / sarei cresciuta forte e bella come lei / un giorno avrei trovato un uomo onesto di cui fare mio marito"..
L'EP solista di Grace, Heart Burns, viene rilasciato nell'ottobre del 2008. L'uscita del EP coincide con le elezioni del Presidente degli Stati Uniti, e le canzoni contenute nel disco parlano di politica ed economia nel paese criticando il candidato John McCain e il processo all'attivista ambientalista Eric McDavid.
Nell'ottobre 2009 Grace e Hannoura hanno una figlia di nome Evelyn, ma in questo periodo il disturbo dell'identità di genere di Grace torna a farsi sentire di nuovo molto forte ma dato l'avvenimento della nascita della figlia non ci furono conseguenze immediate. Nel 2010 il quinto album degli Against Me! viene pubblicato ed è il loro più grande successo arrivando alla posizione 34 sul Billboard 200. Dopo la pubblicazione Grace cominciò a viaggiare da sola per scrivere, vivendo in hotels vestita da donna e scrivendo un album intitolato Transgender Dysphoria Blues, che parla di una prostituta transessuale
Nel 2011 Grace compro' un ufficio postale abbandonato a Elkton (Florida), convertendolo in uno studio di registratione che venne chiamato Total Treble e lancio una etichetta discografica parallela per le future produzioni degli Against Me!, Total Treble Music. Il primo album registrato nello studio fu Cheap Girls' Giant Orange (2012), che segnò inoltre la prima esperienza di Grace come produttrice musicale.

### 2012–presente
Nella primavera del 2012 Grace si esibì nel Revival Tour con Chuck Ragan e Cory Branan.
Nel 2013 ha collaborato con Joan Jett, co-scrivendo la canzone Soulmates to Strangers contenuta nell'album Unvarnished.
Nel 2014, per AOL, ha prodotto un documentario, dal titolo True Trans with Laura Jane Grace, che racconta la sua esperienza e quella di altri membri della comunità trans* statunitense. Il documentario è stato nominato per un Emmy Award.

## Vita privata

### Transizione
Grace dichiarò pubblicamente di essere transgender nel maggio del 2012, annunciando il suo piano di cominciare la transizione. È stata ispirata a liberarsi del segreto da una fan transgender degli Against Me! e così a febbraio informò tutta la band prima di dirlo pubblicamente.
In quel momento Grace disse di stare valutando impianti di seno e chirurgia facciale ma di essere abbastanza apprensiva riguardo ad eventuali operazioni a carotide e genitali in quanto la spaventano gli interventi chirurgici. Nel 2012 in un'intervista a Rolling Stone ha dichiarato che avrebbe vissuto per almeno un anno come una donna e che sarebbe andata da uno psicologo prima di optare per un'operazione per il cambio di sesso. Nel 2015 Grace ha dichiarato: "penso sia perfettamente valido per una persona trans non affrontare mai l'operazione di cambio sesso".
La cantante ora si fa chiamare Laura Jane Grace. "Laura" è il nome che sua madre le avrebbe dato se fosse nata donna, "Jane" è stato scelto semplicemente perché a lei piace e "Grace" è il nome da nubile della madre. Grace e sua moglie stanno andando a processo per il divorzio e sono separate dal 2013. Grace pensa di continuare a suonare con gli Against Me! dicendo: "per quanto feroce la nostra band fosse nel passato, immaginami alta 1.89 con i tacchi che urlo in faccia a qualcuno".
Nel maggio 2012, a San Diego, Grace ha suonato con gli Against Me!, usando per la prima volta il suo nuovo nome.

## Discografia

### Con gli Against Me!
Albums Studio
- Reinventing Axl Rose (2002)
- As the Eternal Cowboy (2003)
- Searching for a Former Clarity (2005)
- New Wave (2007)
- White Crosses (2010)
- Transgender Dysphoria Blues (2014)
- Shape Shift with Me (2016)
- Hole In My Head (2024)
- Adventure Club (2025)

Albums Live
- Americans Abroad!!! Against Me!!! Live in London!!! (2006)
- 23 Live Sex Acts (2015)

Demo
- Against Me! demo (1997)
- Vivida Vis! (1998)
- The Original Cowboy (2009)
- Total Clarity (2011)
- Black Crosses (2011)

EP
- Against Me! (2000 EP) (2000)
- Crime as Forgiven By Against Me! (2001)
- Against Me! (2001 EP) (2001)
- The Disco Before The Breakdown (2002)

### Solo
- Heart Burns (2008)
- Bought to Rot (2019)
- Stay Alive (2020)